# ماكس فينتر
ماكس فينتر (بالألمانية: Max Winter)‏ هو كاتب وصحفي وسياسي نمساوي، ولد في 9 يناير 1870 في المجر، وتوفي في 11 يوليو 1937 في هوليوود في الولايات المتحدة. حزبياً، نشط في الحزب الديمقراطي الاجتماعي النمساوي.

## مناصب
- انتخب عضو البرلمان الإقليمي فيينا.
- انتخب عضو مجلس النواب ‏.
- انتخب عضو المجلس الاتحادي النمساوي.
- انتخب عضو المجلس الوطني للنمسا.